# إبادة جميع المتوحشين (وثائقي)
إبادة جميع المتوحشين هو مسلسل وثائقي قصير بإنتاج دولي مشترك يدور حول الاستعمار والإبادة الجماعية، وتأثير كليهما جنبًا إلى جنب مع الإمبريالية وتفوق البيض من إخراج وتعليق راؤول بيك. الوثائقي يتكون من أربع حلقات وعرض لأول مرة في الولايات المتحدة في 7 أبريل 2021، على HBO. أخذ الوثائقي اسمه من كتاب سفين يندكفيست الذي يحمل نفس الاسم، والذي استند عليه الوثائقي جزئيًا، والعبارة استعارها يندكفيست بدوره من رواية قلب الظلام لـجوزيف كونراد، الراوية التي تظهر فيها عبارة «أبيدوا كل المتوحشين» على لسان تاجر العاج البريطاني كورتز.